# The Confessions Tour
The Confessions Tour je drugi live album američke pjevačice Madonne. Objavljen je 26. siječnja 2007. pod Warner Bros. Recordsom. Redatelj Jonas Åkerlund je ovim videom prikazao koncert s Confessions Tour iz 2006. Koncert je snimljen u Wembley Areni u Londonu, a snimka je izdana u obliku DVD i CD. DVD sadrži cijeli koncert, dok CD sadrži 13 izabanih pjesama s koncerta. Snimka sadrži i vrlo kontrovezan nastup za vrijeme izedbe “Live to Tell”, koji je izazvao snažno protivljenje vjerskih zajednica. Ovo je bilo prvo izdanje za Semtex Films, produkcijsku kuću koju je 2006. osnovala Madonna.
The Confessions Tour je primio raznolike komentare kritičara. Neki su imali bolje komenatre za DVD verziju nego CD, dok su neki hvalili završnicu koncerta. Po izlasku, album je zasjeo na vrh mnogih europskih top lista. U Ujedinjenom Kraljevstvu i Kanadi je album dospjeo na sedmo mjesto liste, dok je na Billboard 200 bio na petnaestom mjestu. Na 50. dodjeli nagrade Grammy, održane 10. veljače 2008. u Los Angelesu, albumu je dodijeljena nagrada za “Najbolji duži video”.

## Pozadina
Nakon prvog live albuma I'm Going to Tell You a Secret iz 2006., Madonna je izdala i drugi live album The Confessions Tour. Album je snimljen u Wembley Areni 15. i 16. kolovoza 2006. za vrijeme Confessions Tour koja je promovirala album Confessions on a Dance Floor (2005.). Ovo je bilo prvo izdanje Semtex Films, kuće koju je 2006. osnvala Madonna. Koncert je objavljen kao DVD i CD izdanje, a režisirao ga je Jonas Åkerlund. Na DVD-u se nalazi sve pjesme s koncerta, dok je na CD-u objalvljeno 13 najboljih izvedbi. Turneja je po prvi puta prikazana na NBC-u 2006. Snimka je ista ona s DVD, ai s nekim dodatnim dijelovima. Madonnina je izvedba za vrijeme “Live to Tell”, tijekom koje visi na križu, izazvala snažne reakcije medija i vjerskih zajednica. Nakon te izvedbe je uslijedila i ona za pjesmu “Forbidden Love” s albuma Confessions on a Dance Floor, koju započinje tako što s glave skida krunu s trnjem. Obje su izvedbe izazvale medijsku reakciju, pa su one izbačene s CD verzije, ali su uključene na DVD verziji. U Singapuru, Maleziji i još nekim dijelovima Istočne Azije, album je zabranjen upravo zbog ovih izvedbi.

## Komercijalni uspjeh
U SAD-u je album debitirao na 15. mjestu Billboardove 200 ljestvice s prodanih 40.000 kopija u prvom tjednu prema Nielsen Soundscanu. U Kanadi je debitirao na 2.mjestu Canadian Albums Chart. U Australiji album nije mogao ući na službeni listu albuma, ali je debitirao na 1. mjestu DVD ljestvice. Bio je na vrhu ljestvice 4 neuzastopna tjedna. ARIA je dodijelila zlatnu certifikaciju albumu za prodanih 10.000 kopija. U Ujedinjenom Kraljevstvu je album debitirao na 7. mjestu UK Albums Chart. Na vrh ljestvica je dospio u Belgiji (Valoniji), Italiji, Portugalu i Španjolskoj, dok se u ostalim zemljama većinom našao u Top 10. U Meksiku, Novom Zelandu i Norveškoj album nije dospio u Top 10. Komercijalni uspjeh u Europi se pokazao time što je album debitirao na 2. mjestu Billboard European Top 100 Albums, iza studijskog albuma Not Too Late američke glazbenice Norah Jones. Na 50. dodjeli nagrade Grammy održane 10. veljače 2008. u Los Angelesu, album je primio nagradu za “Najbolji duži video”.

## Promotivni singlovi i glazbeni video
Kako je ovo bila snimka koncerta, na CD-u se nije nalazilo novih pjesama. U svrhu promocije albuma je Warner Bros. Records izdao 3 promotivna singla i 2 promotivna videa. Na radio postajama su pušteni:
1. "Music Inferno" (26. siječnja 2007.)
2. "Future Lovers/I Feel Love" (26. siječnja 2007.)
3. "Jump" (7. ožujka 2007.) (samo u Japanu)

dok su se na televizijskim glazbenim programima mogli vidjeti nastupi za:
1. "Jump" (22. siječnja 2007.)
2. "Ray of Light" (2. veljače 2007.)

## Popis pjesama na CD-u
| 1.    | »Future Lovers/I Feel Love« | Madonna, Mirwais Ahmadzaï, Donna Summer, Peter Bellotte, Giorgio Moroder                 | 8:00 |
| 2.    | »Like a Virgin«             | Tom Kelly, Bill Steinberg                                                                | 4:13 |
| 3.    | »Jump«                      | Madonna, Stuart Price, Joe Henry                                                         | 4:53 |
| 4.    | »Confessions«               | Madonna, Patrick Leonard, Daniel "Cloud" Campos, Sofia Boutella, Leroy "Hypnosis" Barnes | 3:53 |
| 5.    | »Isaac«                     | Madonna, Stuart Price                                                                    | 6:45 |
| 6.    | »Sorry«                     | Madonna, Stuart Price                                                                    | 5:03 |
| 7.    | »Sorry« (remix)             | Madonna, Stuart Price                                                                    | 3:44 |
| 8.    | »I Love New York«           | Madonna, Stuart Price                                                                    | 5:36 |
| 9.    | »Let It Will Be«            | Madonna, Stuart Price, Mirwais Ahmadzaï                                                  | 4:45 |
| 10.   | »Music Inferno«             | Madonna, Mirwais Ahmadzaï, Leroy Green, Tyrone Kersey                                    | 7:41 |
| 11.   | »Erotica«                   | Madonna, Shep Pettibone, Anthony Shimkin                                                 | 4:55 |
| 12.   | »Lucky Star«                | Madonna                                                                                  | 3:50 |
| 13.   | »Hung Up«                   | Madonna, Stuart Price, Benny Andersson, Björn Ulvaeus                                    | 9:50 |
| 73:29 |                             |                                                                                          |      |

| 14. | »Get Together« | Madonna, Stuart Price, Anders Bagge, Peer Astrom                    | 5:22 |
| 15. | »Ray of Light« | Madonna, William Orbit, Clive Muldoon, Dave Curtis, Christine Leach | 6:12 |

## Popis pjesama na DVD-u
1. "Future Lovers/I Feel Love"
2. "Get Together"
3. "Like a Virgin"
4. "Jump"
5. "Confessions"
6. "Live to Tell"
7. "Forbidden Love"
8. "Isaac"
9. "Sorry"
10. "Like It or Not"
11. "Sorry Remix"
12. "I Love New York"
13. "Ray of Light"
14. "Let It Will Be"
15. "Drowned World/Substitute For Love"
16. "Paradise (Not For Me)"
17. "Music Inferno"
18. "Erotica"
19. "La Isla Bonita"
20. "Lucky Star"
21. "Hung Up"

## Uspjeh albuma na ljestvicama
| Ljestvica (2007)       | Pozicija |
| ---------------------- | -------- |
| Argentina              | 2        |
| Austrija (DVD)         | 1        |
| Australija (DVD)       | 1        |
| Belgija (Flandrija)    | 3        |
| Belgija (Valonija)     | 1        |
| Danska                 | 5        |
| Europa                 | 2        |
| Finska                 | 5        |
| Francuska              | 2        |
| Irska                  | 10       |
| Italija                | 1        |
| Japan                  | 10       |
| Kanada                 | 2        |
| Mađarska               | 1        |
| Meksiko                | 1        |
| Nizozemska             | 2        |
| Novi Zeland            | 23       |
| Norveška               | 15       |
| Njemačka               | 2        |
| Poljska                | 5        |
| Portugal               | 1        |
| Španjolska             | 1        |
| Švedska                | 8        |
| Švicarska              | 2        |
| Ujedinjeno Kraljevstvo | 7        |
| U.S. Billboard 200     | 15       |

| Država                 | Certifikacija |
| ---------------------- | ------------- |
| Argentina              | Platinasta    |
| Australija             | Platinasta    |
| Belgija                | Zlatna        |
| Brazil                 | Zlatna        |
| Finska                 | Zlatna        |
| Hong Kong              | Zlatna        |
| Meksiko                | Zlatna        |
| Njemačka               | 2× Platinasta |
| Poljska                | Platinasta    |
| Portugal               | Zlatna        |
| Rusija                 | Zlatna        |
| Ujedinjeno Kraljevstvo | Srebrna       |

## Nagrade
Grammy
| Godina | Pjesma               | Nagrada             | Ishod   |
| ------ | -------------------- | ------------------- | ------- |
| 2008.  | The Confessions Tour | Najbolji duži video | osvojen |

## Pušten u prodaju
| Država       | Datum              |
| ------------ | ------------------ |
| Europa       | 26. siječnja 2007. |
| Svijet       | 29. siječnja 2007. |
| SAD          | 30. siječnja 2007. |
| Australija   | 3. veljače 2007.   |
| Južna Koreja | 5. veljače 2007.   |
| Japan        | 7. ožujka 2007.    |